# هانس کوناس
هانس کوناس (انگلیسی: Hans Knauß؛ زادهٔ ۹ فوریهٔ ۱۹۷۱) اسکی‌باز آلپاین اهل اتریش بود.